# Université Jan-Kochanowski de Kielce
Pour les articles homonymes, voir Kochanowski.

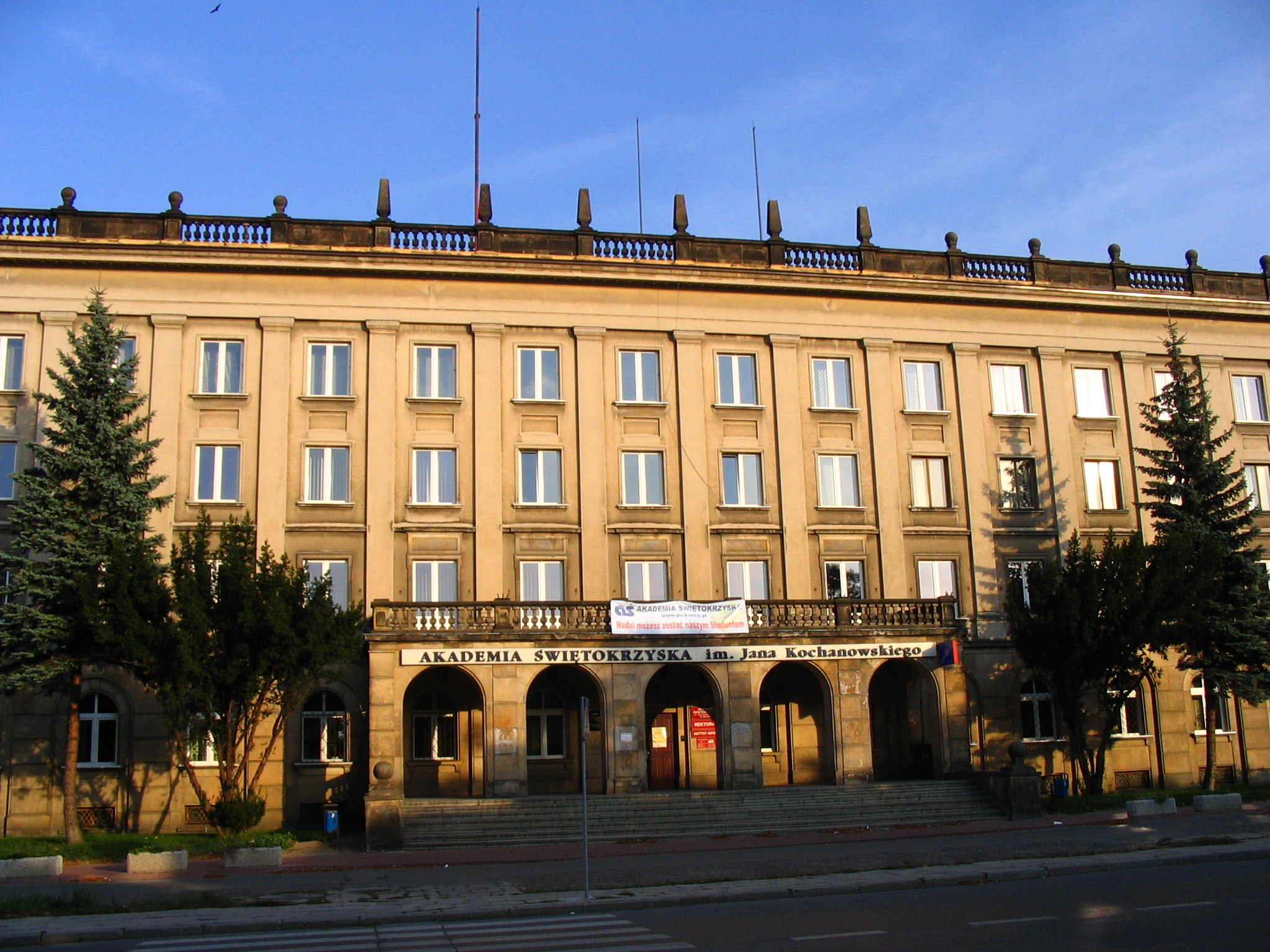
Le siège de l’université Jan-Kochanowski de Kielce

L’université Jan-Kochanowski de Kielce (en polonais : Uniwersytet Jana Kochanowskiego w Kielcach) est un établissement public d'enseignement supérieur et de recherche de Kielce (Pologne), fondé en 1969 sous le nom d'école supérieure de pédagogie de Kielce, devenue Académie de la voïvodie de Sainte-Croix (Wyższa Szkoła Pedagogiczna w Kielcach, puis Akademia Świętokrzyska), qui porte de nom de Jan Kochanowski depuis 1979 et a le statut plein d'université depuis 2011.